# Celność lądowania
Celność lądowania – zawody celnościowe są w obecnej chwili najpopularniejszymi zawodami spadochronowymi na świecie .

Skok ze spadochronem na celność lądowania

## Celność lądowania - spadochroniarstwo
Pierwsze międzynarodowe zawody spadochronowe w skokach na celność lądowania zorganizowano w 1919 roku w Stanach Zjednoczonych. W Europie pierwsze zawody spadochronowe na celność lądowania rozegrano w Rzymie w 1922 roku. Zwycięzca zawodów Maddaluno lądował w odległości 79 m od celu. W tej konkurencji ocenie podlegało lądowanie w odległości do 300 m. W miarę wzrostu poziomu sportu spadochronowego odległość tę stopniowo zmniejszano do 100 m, a później do 25 i 10 m .
W chwili obecnej odległość ta wynosi 15 cm, a średnica centrum koła to tylko 3 cm . Zawodnicy wyskakują z wysokości 1100 m, wysokość może być obniżona maksymalnie do 700 m. Każdy zawodnik lub zespół sam sobie wybiera punkt wyskoku. W kolejkach pucharowych lepszy zawodnik w parze może sobie wybrać punkt wyskoku. Przy lądowaniu skoczków maksymalna dopuszczalna prędkość wiatru przy ziemi wynosi pomiędzy 6 m/s a 8 m/s. W centrum koła jest wyłożona część aparatury do pomiaru celności lądowania tzw. patelnia, mierząca pomiar elektronicznie. W środku tzw. „patelni” jest naklejony krążek o średnicy 3 cm. Liczony jest pierwszy punkt - do 15 cm - zetknięcia zawodnika z „patelnią”. Przeważnie wszyscy zawodnicy lądują na krawędź stopy, wyposażonej w specjalne obuwie (nieco wyprofilowana pięta buta). Lepszy wynik to mniejsza odległość w centymetrach od środka przyrządu elektronicznego do pomiaru .

Lądowanie na „patelni”

### Konkurencje
- indywidualna – rywalizacja polega na wykonaniu 8 kolejek skoków celnościowych na koło, o średnicy około 10 m. Zadaniem zawodnika w konkurencji celności lądowania jest wylądowanie jak najbliżej tego środka. Ideałem jest wykonanie wszystkich 8 skoków w sam środek krążka. Wtedy wynik końcowy zawodnika wynosi 0,00 m. Wygrywa zawodnik, którego zsumowany wynik po wszystkich kolejkach skoków jest najmniejszy. Skoczkowie wykonują kolejno skoki w drużynach. Wygrywa zawodnik, którego zsumowany wynik po wszystkich kolejkach skoków jest najmniejszy. Jeżeli np. zawodnik posiada wynik 0,02 m to oznacza, że suma z jego 8 skoków wynosi 2 cm.
- grupowa – ocena polega na zsumowaniu wyników 4 najlepszych zawodników spośród 5 skaczących razem w drużynie (zgodnie z Regulaminem M.Ś. – na Mistrzostwach Świata lub też, w przypadku Pucharu Europy – sumowani są wszyscy członkowie zespołu. Wygrywa drużyna, która po 5 kolejkach skoków ma najmniejszy zsumowany wspólny wynik.

Źródło 

## Celność lądowania - szybownictwo
Celność lądowania jest również pojęciem używanym w szybownictwie w dwóch, zbliżonych do siebie znaczeniach.

### Konkurencja
Konkurencja polegająca na przyziemieniu szybowca w wyznaczonej strefie, a następnie zakończeniu dobiegu jak najbliżej wyznaczonego punktu. Wynikiem jest odległość podwozia głównego szybowca od tego punktu. Przyziemienie poza wyznaczonym obszarem (zwykle przed dolnym ogranicznikiem) powoduje niezaliczenie wyniku.

### Ćwiczenie przygotowujące do lądowania w terenie przygodnym
Ćwiczenie stanowiące część programu szkolenia, przygotowujące do lotów termicznych i lądowania w terenie przygodnym. Obejmuje ono naukę szeregu technik gospodarowania wysokością oraz wykonania podejścia do lądowania tak, aby przyziemienie nastąpiło w wybranym punkcie i na wybranym kierunku.
Ćwiczenie to ma umożliwić bezpieczne lądowanie w przypadku lądowania przygodnego (poza terenem lotniska), gdzie miejsca na wykonanie tego manewru jest zwykle dużo mniej niż na lotnisku.
Elementy ćwiczenia to m.in. nauka esowania, lądowanie z tylnym wiatrem oraz wybór pola do lądowania w terenie przygodnym.